# 東京都立科学技術大学
東京都立科学技術大学（とうきょうとりつかがくぎじゅつだいがく、英語: Tokyo Metropolitan Institute of Technology）は、かつて東京都日野市に存在した公立大学。
公立大学法人首都大学東京によって運営されていた。略称は都科技大、科技大、TMIT
2005年（平成17年）4月に東京都立大学・東京都立保健科学大学・東京都立短期大学と統合され首都大学東京となり、2011年（平成23年）をもって閉学した。

## 沿革
- 1972年（昭和47年）- 東京都立工業短期大学と東京都立航空工業短期大学が統合し、東京都立工科短期大学として開学。
- 1986年（昭和61年）- 4年制に移行し、東京都立科学技術大学 開学。（工学部 機械システム工学科、電子システム工学科、航空宇宙システム工学科、管理工学科の1学部4学科）
- 1990年（平成2年）- 大学院修士課程を設置（工学研究科 力学系システム工学専攻、電子情報系システム工学専攻）。
- 1992年（平成4年）- 大学院博士課程を設置（工学研究科 工学システム専攻）。
- 1996年（平成8年）- 工学部管理工学科の学科名を改称、生産情報システム工学科となる。
- 2001年（平成13年）- 大学院を改組、博士前期課程 工学研究科 システム基礎工学専攻、航空宇宙工学専攻、インテリジェントシステム専攻の1研究科3専攻および、博士後期課程 工学研究科 システム基礎工学専攻、航空宇宙工学専攻、インテリジェントシステム専攻の1研究科3専攻となる。
- 2005年（平成17年）- 学生募集を停止。
- 2011年（平成23年）3月31日 - 閉学。

## 組織

### 学部
- 工学部
  - 機械システム工学科
  - 電子システム工学科
  - 航空宇宙システム工学科
  - 生産情報システム工学科

### 大学院
- 工学研究科
  - システム基礎工学専攻
  - 航空宇宙工学専攻
  - インテリジェントシステム専攻

## 研究者・学者
- 渡辺茂（元学長、東京大学名誉教授）
- 原島文雄（元学長、東京大学名誉教授、首都大学東京学長）
- 石島辰太郎（元電子システム工学科教授、元学長）
- 日比谷孟俊（元航空宇宙システム工学科教授、慶應義塾大学教授）
- 福田収一（生産情報システム工学科名誉教授、スタンフォード大学コンサルティングプロフェッサー、放送大学客員教授）
- 本田博（元生産情報システム工学科教授待遇、産業フロンティア研究会代表）